# Antoine de Laloubère
Antoine de Laloubère (24 de agosto de 1600-2 de septiembre de 1664) fue un matemático y jesuita francés.

## Vida
Matemático bien conocido en su tiempo, Laloubère enseñó humanidades, teología y matemáticas en Toulouse hasta el fin de su vida. Se le considera uno de los precursores del moderno cálculo integral. Su obra más importante, Quadratura Circuli, calcula volúmenes y centroides invirtiendo la regla de Paul Guldin. Se enredó (1658) en una disputa con Blaise Pascal, que rechazaba la solución de Laloubère al problema de la ruleta (cicloide), propuesto por el mismo Pascal a los sabios de Europa, con un premio de sesenta doblones españoles de oro. La acusación de Pascal de que había plagiado la solución de Gilles de Roberval carecía de fundamento. La comisión decidió al fin no dar el premio a nadie. Este suceso hizo que Laloubère, profesor entonces de teología, volviese al estudio de las matemáticas. Le atraía un estudio más detallado de la cicloide y una especial área de los problemas planteados por Roberval. Encontró la solución en lo que llamó «cyclocylindrique» (hélice), que describió en su última obra, Veterum geometria promota in septem de cycloide libris. Así se convirtió, según W. W. Rouse Ball, en «el primer matemático en estudiar las propiedades de la hélice».

## Obras
- Quadratura circuli et hyperbolae segmentorum (Toulouse, 1651).
- Veterum geometria promota in septem de cycloide libris (Toulouse, 1660).